# Netelia mustela
Netelia mustela là một loài tò vò trong họ Ichneumonidae.